# Karen Bardsley
Karen Louise Bardsley (født 14. oktober 1984) er en amerikanskfødt engelsk fodboldspiller, der spiller som målmand for Manchester City og Englands kvindefodboldlandshold.